# Benedykt Stanisław Giedroyć
Benedykt Stanisław Giedroyć herbu własnego – stolnik wileński w latach 1748–1755, podstoli wileński w latach 1728–1748, podstoli kowieński już w 1714 roku, dyrektor wileńskiego sejmiku gromnicznego w 1751 roku.